# Kamenický Šenov
Kamenický Šenov är en stad i Tjeckien. Den ligger i den norra delen av landet, 80 km norr om huvudstaden Prag. Kamenický Šenov ligger 528 meter över havet och antalet invånare är 3 982.
Terrängen runt Kamenický Šenov är huvudsakligen kuperad, men åt sydost är den platt. Kamenický Šenov ligger uppe på en höjd.Runt Kamenický Šenov är det tätbefolkat, med 459 invånare per kvadratkilometer. Närmaste större samhälle är Děčín, 18,1 km väster om Kamenický Šenov. I omgivningarna runt Kamenický Šenov växer i huvudsak blandskog.